# Dimítrios Goúnaris
 Dimítrios Goúnaris  (en grec : Δημήτριος Γούναρης), né le 5 janvier 1866 à Patras et mort le 28 novembre (15 novembre julien) 1922 à Goudi, est premier ministre de Grèce du 10 mars au 23 août 1915 et du 8 avril 1921 au 16 mai 1922.

## Biographie
Goúnaris étudie le droit à l'Université d'Athènes, puis poursuit ses études en Allemagne, en France et en Angleterre, avant de retourner dans son pays. Il est élu député de l'Achaïe en 1902. Il se distingue par ses qualités d'orateur et adhère au groupe des japonais qui s'oppose au gouvernement de Georgios Theotokis (1906-1908). Il accepte cependant de rejoindre ce dernier en 1908 en tant que ministre des finances pour mener un programme réformiste, ce qui conduit à l'éclatement du groupe. Mais il est contraint de démissionner peu après. Malgré ses idées progressistes (il était admirateur des lois sociales allemandes bismarckiennes), il reste un conservateur sur le plan politique et devient un adversaire de premier plan de Eleftherios Venizelos.
Il est nommé Premier ministre après la première démission de Venizelos en 1915. Pour son rôle anti-vénizéliste, il est exilé en Corse avec d'autres politiques après retour au pouvoir à Athènes de Venizelos en 1917. il ne revient en Grèce qu'en 1920 pour participer aux élections de novembre comme leader de fait de l'Opposition unie, en pleine guerre gréco-turque.
La défaite électorale de Venizelos lui permet de contrôler le parlement, et d'être un acteur important des gouvernements royalistes qui se succèdent, mais ce n'est qu'en avril 1921 qu'il assume les fonctions de Premier ministre. En dépit de ses promesses pré-électorales sur un retrait de l'Asie Mineure, incapable de trouver une voie de sortie honorable lors des pourparlers de Londres au début 1921, il continue la guerre contre la Turquie. Pour faire pression sur les Turcs kémalistes, il décide de lancer l'offensive grecque de mars 1921. Mais l'armée grecque est mal préparée et l'attaque est repoussée lors de la deuxième bataille d'Inönü
Après le succès en juillet de l'avance grecque vers Eskişehir et Afyonkarahisar, il exhorte à la poursuite de la progression grecque vers Ankara. Mais là encore, l'avance est arrêtée à la bataille de la Sakarya. Les Grecs doivent se replier pour former un nouveau front. Goúnaris fait vainement appel aux Alliés, notamment à la Grande-Bretagne, car il n'est pas en mesure d'assumer le coût politique de l'abandon de l'Asie Mineure. Les Grecs qui vivent sur place sont sous la menace des représailles turques. La crise politique provoque la chute du gouvernement Gounaris en mai 1922 malgré un vote de confiance au Parlement. C'est Petros Protopapadakis, son ministre de la justice, qui prend la tête du gouvernement, échangeant son poste avec Goúnaris.
Après la déroute des Grecs par les forces de Mustafa Kemal en août 1922, un coup d'État renverse le gouvernement. Les militaires sous la direction de Nikolaos Plastiras forment un tribunal militaire chargé de juger les responsables de la Grande catastrophe. Le procès des six condamne Goúnaris à mort pour trahison. Il est exécuté le 15 novembre 1922 à Goudi avec quatre autres membres du gouvernement et le général en chef. Bien qu'il porte sans doute une part de responsabilité dans les actions militaires et diplomatiques qui ont conduit à la catastrophe d'Asie Mineure, son procès et l'exécution sont largement perçues comme une sanction infligée à bouc émissaire afin d'évacuer la colère du peuple, tout en étant principalement motivée par la haine de la faction vénizéliste contre lui.
Il est membre de la Franc-Maçonnerie.